# Бетехтін Анатолій Володимирович
Бете́хтін Анато́лій Володи́мирович (нар. 20 вересня 1931, Аргунове, СРСР — пом. 27 жовтня 2012, Москва, Росія) — радянський воєначальник, Генерал армії, командуючий Прибалтійським військовим округом (1984–1987), командуючий Забайкальським військовим округом (1987–1988), перший заступник Головнокомандуючого Сухопутних військ ЗС СРСР. Кавалер Ордена Леніна, Ордена Жовтневої Революції, Ордена «За службу Батьківщині у Збройних силах СРСР» III ст. та Ордена Червоного Прапора (МНР). Депутат Верховної Ради СРСР 11-го скликання (1984–1989).

## Життєпис
Анатолій Бетехтін народитвся в селі Аргунове Вологодського району Північного краю. Військову службу розпочав у 1950 році. У 1953 році закінчив Київське училище самохідної артилерії, після чого командував спочатку танковим взводом, а згодом ротою і батальйоном.
У 1961 році отримав диплом Військової академії бронетанкових військ. З 1966 року — старший офіцер оперативного штабу армії. З 1968 року — заступник командира танкового полку. У грудні 1969 року призначений на посаду заступника командира танкової дивізії. У 1972 році закінчив Військову академії Генерального штабу. У серпні того ж року очолив танкову дивізію, якою командував до вересня 1975 року, допоки не отримав підвищення до посади начальника штабу 8-ї гвардійської загальновійськової армії у складі Групи радянських військ в Німеччині.
У серпні 1981 року був призначений начальником штабу Одеського військового округу. З січня 1984 року - командуючий військами Прибалтійського військового округу. У лютому 1987 року переведений на аналогічну посаду до Забайкальського військового округу. З вересня 1988 року - перший заступник Головнокомандуючого Сухопутних військ. 4 листопада того ж року указом Президії Верховної Ради СРСР Анатолію Бетехтіну присвоєно звання Генерала армії.
Окрім військової діяльності займався й політичною. З 1984 по 1989 рік - Депутат Верховної Ради СРСР 11-го скликання від Латвійської РСР.
Звільнений у запас в квітні 1992 року.
Помер 27 жовтня 2012 року в Москві. Похований на Троєкурівському цвинтарі.

## Нагороди
- Орден Леніна
- Орден Жовтневої Революції
- Орден «За службу Батьківщині в Збройних Силах СРСР» III ст.
- Медаль «В ознаменування 100-річчя з дня народження Володимира Ілліча Леніна»
- Медаль «За відзнаку в охороні державного кордону СРСР»
- Медаль «20 років перемоги у Великій Вітчизняній війні 1941—1945 рр.»
- Медаль «У пам'ять 850-річчя Москви»
- Медаль «Ветеран Збройних сил СРСР»
- Медаль «За зміцнення бойової співдружності»
- Медаль «40 років Збройних Сил СРСР»
- Медаль «50 років Збройних Сил СРСР»
- Медаль «60 років Збройних Сил СРСР»
- Медаль «70 років Збройних Сил СРСР»
- Медаль «За бездоганну службу» (СРСР) I ст.
- Медаль «За бездоганну службу» (СРСР) II ст.
- Медаль «За бездоганну службу» (СРСР) III ст.
- Орден Червоного Прапора (МНР)
- Медаль «40-років Халхін-Гольської перемоги»
- Медаль «50 років Монгольській Народній Революції»
- Медаль «50 років Монгольській Народній Армії»